# Pärnselja
Pärnselja (Duits: Periselja) is een plaats in de Estlandse gemeente Hiiumaa, provincie Hiiumaa. De plaats heeft de status van dorp (Estisch: küla).
Pärnselja lag tot in oktober 2017 in de gemeente Käina. In die maand ging de gemeente op in de fusiegemeente Hiiumaa.

## Bevolking
De ontwikkeling van het aantal inwoners blijkt uit het volgende staatje:
| Jaar            | 2000 | 2011 | 2017 | 2019 | 2021 |
| --------------- | ---- | ---- | ---- | ---- | ---- |
| Aantal inwoners | 7    | 2    | 8    | 4    | 4    |

## Ligging
Pärnselja ligt 10,5 km ten westen van Käina, de dichtstbijzijnde grotere plaats. De rivier Luguse loopt door het dorp.

## Geschiedenis
Pärnselja werd voor het eerst genoemd in 1699 onder de naam Pernsellia Simon. In 1726 heette het plaatsje Perna Selja Siemo  en in 1798 Pernselja (volgens het Dictionary of Estonian Place names) of Peruselja (volgens het Baltisches historisches Ortslexikon). Het lag op het landgoed van Putkas (Putkaste) en na 1797 op het landgoed van Ahdma (Aadma).
Het dorp Pärnselja werd in de jaren vijftig van de 20e eeuw opgedeeld tussen de omliggende dorpen, maar werd in 1997 als apart dorp hersteld.